# Honoris causa
Honoris causa (latin ’för ärans skull’) är ett förklarande tillägg till en hederstitel. Det kan exempelvis synas vid hedersdoktor, som kan skrivas [fil.] dr honoris causa eller förkortat h.c.
En biskop i Svenska kyrkan kan, enligt sedvanerätt (det finns inte reglerat i Kyrkoordningen), som hedersbevisning utnämna en präst till  prost honoris causa (förkortat prost h.c.) eller "prost över egen församling". Denne kan sedan omtalas som "hedersprost" eller "titulärprost". Det är fråga om en ren titelförläning och har inget med den utnämndes yrkesverksamhet att göra. I äldre tid fanns det dock substans i benämningen "prost över egen församling", eftersom det ställde vederbörande direkt under biskopen och befriade honom från visitationer, utförda av kontraktsprosten.